# Igel
1. ↑  Direktwahlen 2019, Landkreis Trier-Saarburg, Landeswahlleiter Rheinland-Pfalz, accessed 2 August 2021.

Igel je občina v okrožju Trier-Saarburg v zvezni deželi Porenje-Pfalška v Nemčiji. Igel je znan po stebru iz Igla, ki je 23 metrov visoka okrašena rimska grobnica. Steber iz Igla je uvrščen na Unescov seznam svetovne dediščine.